# La vieja línea del frente

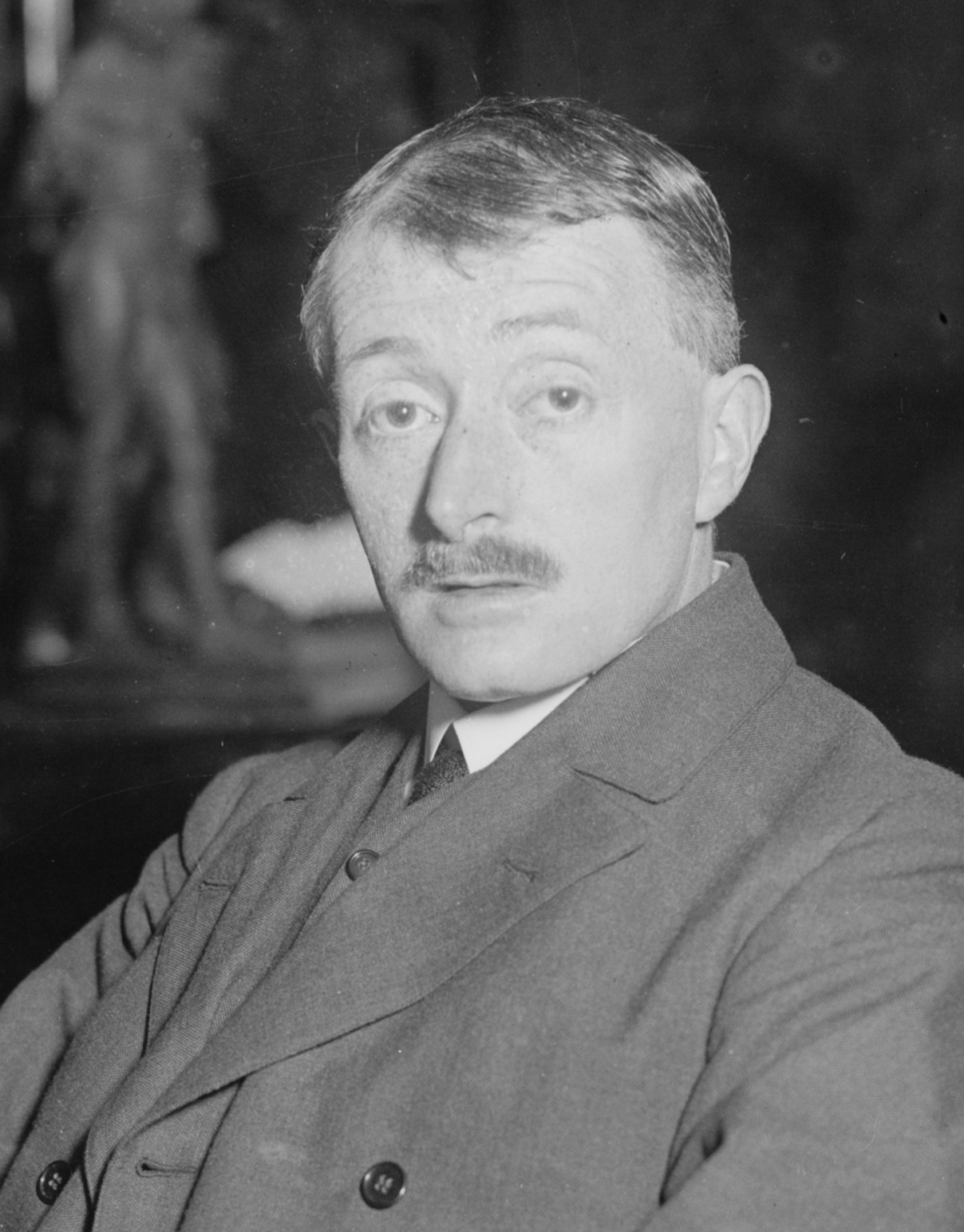
Autor John Masefield en 1916

La vieja línea de frente (The Old Front Line) es un libro de historia militar escrito por el poeta inglés John Masefield, publicado por primera vez en 1917.

## Libro
El libro es una descripción de la primera línea del frente en el campo de batalla cuando el ejército británico atacó en el llamado el primer día en el Somme, el 1 de julio de 1916, y como tal es quizás la primera guía de un frente de la Primera Guerra Mundial. A Masefiel le pidieron que escribiera una crónica de la batalla del Somme (en 1916 ya había escrito un exitoso libro acerca de la Batalla de Gallipoli) pero el proyecto se fue al traste cuando le prohibieron el acceso a documentos oficiales del ejército. Dado este impedimento, acabó describiendo el campo de batalla tal como se encontraba en 1917, cuando seguía la retirada del ejército del Imperio alemán hacia la Línea de Hindeburg. A pesar de eso, La vieja línea de frente sigue siendo considerada como una descripción a nivel ocular del frente y está escrito en una prosa lítica muy atípica en los libros de historia militar.
La obra es bastante corta, originalmente eran 80 páginas. En su reimpresión de 1972 se le añadieron 70 páginas como resumen de la batalla, hechas por el Colonel Howard Green, MC. Esa reimpresión añade también fotos del campo de batalla tomadas en 1971, incluyendo el Cráter de mina de La Boisselle. Se publicó una tercera edición en 2003 por la editorial Pen & Sword con un prefacio de Martin Middlebrook.
En 1919, Masefield si pudo publicar una crónica completa de la batalla conocida como La Batalla del Somme.